# Jacques-Pierre Amée
Jacques-Pierre Amée, né le 19 juin 1953 à Dakar, est un peintre, écrivain et poète suisse, canadien et français. Il vit actuellement à Lunenburg, en Nouvelle-Écosse.

## Biographie
Jacques-Pierre Amée publie en 1975, Hébuternes, son premier ouvrage : une entrée qualifiée de « fracassante » par Alain Bosquet qui lui vaut un accueil critique élogieux. Puis d’autres publications, pour l’essentiel de la poésie, jalonneront ses nombreux déplacements. En 2003, est publié aux éditions Papiers du fo L’Illinois suivi par Arbre debout, arbre coupé, présenté en 2005 par les éditions de la Caille à Neuchâtel.
Dans les années 1978-1979, le besoin de « prendre ses distances » l'emporte cependant sur l'effervescence parisienne, et Jacques-Pierre Amée se retire dans les Alpes de Haute-Provence. Il y fonde les éditions du Rocher d'Ongles, puis la revue Le grand ERG (y collaborèrent aussi bien Charles Juliet, Jeanne Gatard, Françoise Ascal, Fernand Deligny, Edmond Humeau, Henri Laborit, Luigi Nono, que de parfaits inconnus).
En septembre 2008 paraît aux éditions Infolio (Suisse) Le Butor étoilé, un premier roman qui révèle « un monde à part ». En juin 2009, Le Butor étoilé est annoncé parmi les onze titres en lice pour le prix littéraire Le Roman des Romands. En septembre 2011, les éditions Infolio (Suisse) publient Le ciel est plein de pierres, un deuxième roman. En juin 2012, le comité d'organisation et le comité de lecture du Le Roman des Romands annoncent que Le ciel est plein de pierres fait partie des huit textes retenus pour la 4e sélection de ce prix littéraire.
Jacques-Pierre Amée obtient en 2013 une bourse littéraire de Pro Helvetia. Cette bourse vise à soutenir son travail en cours: un troisième roman intitulé Comme homme, qui parait en septembre 2016. 
Également peintre et plasticien, Jacques-Pierre Amée a présenté une soixantaine d'expositions et présidé le Conseil de la peinture du Québec en 1989. Son travail figure dans diverses collections publiques ou privées en Europe et en Amérique du Nord.